# Yakety Yak
Yakety Yak är en låt skriven av Jerry Leiber och Mike Stoller som lanserades av den amerikanska rock'n'roll-gruppen The Coasters 1958. I USA blev den gruppens största hit och enda Billboardetta, och den blev även framgångsrik i Storbritannien. Låtens text är en inblick i en tonårings liv på 1950-talet som av sina föräldrar tvingas städa rummet, och gå ut med soporna och tvätten för att få tillåtelse att gå ut och roa sig på lördagskvällen. Låtens saxofonsolo spelades av King Curtis och inspirerade senare Boots Randolph att komponera låten "Yakety Sax".
Låten har spelats in som cover av Little Gerhard, Sha Na Na och Lee "Scratch" Perry. I Perrys version har han ändrat i texten så att den refererar till reggaemusik istället för rockmusik. Låten finns med på soundtracket till filmen Stand by Me (1986).

## Listplaceringar
- Billboard Hot 100, USA: #1[1]
- UK Singles Chart, Storbritannien: #12[2]